# Attack of the Killer App
Attack of the Killer App (рус. «Атака убойного приложения») — третий эпизод шестого сезона мультсериала «Футурама».

## Сюжет
В Новом Нью-Йорке проходит фестиваль по утилизации отходов. Для доставки старых и отживших свой век вещей на планеты «третьего мира» для их переработки выбирают Planet Express.
В то же время корпорация Мамочки представляет новинку, которая перевернёт мир: eyePhone (Глазофон, произносится созвучно iPhone). Он так называется, потому что вставляется прямо в глаз. Среди приложений для глазофона самым популярным стал Twitcher (аллюзия на Twitter). Мамочка назвала это приложение «Убийственным приложением № 1». Мамочке необходимо, чтобы кто-нибудь из пользователей Twitcher набрал более миллиона подписчиков, чтобы через него можно было распространить вирус, превращающий людей в армию зомби, выполняющих все команды Мамочки.
Команда Planet Express, увидев, как по-варварски перерабатывают ядовитые отходы на планетах «третьего мира», решила использовать свои электроприборы как можно дольше. Но, увидев рекламу eyePhone, все разом выбросили свои старые телефоны. Более того: все согласны простоять сутки в очереди и претерпеть неприятную процедуру встраивания eyePhone в глаз. Ведь все эти сложности меркнут перед возможностью пользоваться Twitcher.
Сразу же после покупки eyePhone Бендер и Фрай поспорили, кто из них первым наберёт миллион подписчиков. Казалось бы, у Фрая нет шансов: Бендер отлично знает, что нужно публике. Однако Фраю случайно удалось заснять Лилу, у которой на правой ягодице есть поющий волдырь Сьюзен.
Фраю предстоит сделать выбор: либо он подвергает унижению Лилу, либо подвергнется унижению сам — проспоривший должен будет прыгнуть в бассейн, наполненный экскрементами двухголового инопланетного козла. Фрай всё-таки опубликовал видео и набрал миллион подписчиков одновременно с Бендером — теперь никто не должен прыгать в бассейн. Но терпеть унижение Лиле пришлось недолго: через день о ней забыли, так как в Twitcher появилось новое видео, где Фрай прыгает в тот самый бассейн добровольно. Узнав об этом, Лила простила Фрая.
А тем временем Мамочка запустила свой вирус. Но на Фрая и Лилу он не действовал. На Фрая — потому, что у него отсутствуют дельта-волны, а на Лилу — просто потому, что она не подписалась на блог Фрая.

## Персонажи
Список новых или периодически появляющихся персонажей сериала
- Мамочка
- Уолт, Ларри и Игнар
- Си Рэндэл Попермэер
- Флексо
- Сэл
- Скраффи

## Изобретения будущего
- eyePhone — высокотехнологичный гаджет, который встраивается прямо в глаз.
- Twitch-червь — вирусная программа, превращающая пользователей eyePhone в зомби, выполняющие все команды Мамочки.

## Факты
- Название eyephone пародирует iPhone.
- Программа «Twitcher», показанная в серии, пародирует социальную сеть «Twitter».
- В этой серии вновь показан двойник Бендера — Флексо, которого утилизировали как устаревшего робота.